# 太钢汽水
太钢汽水，是中华人民共和国山西省太原市的一个特产饮料品牌，生产企业为山西漪汾饮料食品有限公司。

## 沿革
太钢汽水创建于1953年，是山西省最早的碳酸饮料生产基地，最初仅作为太原钢铁厂高温一线工人生产防暑降饮料。1998年，汽水厂决定与市场经济接轨。2000年， 太钢服务公司汽水厂生产的“太钢”牌汽水突破1500万瓶，占领太原市场份额70%以上。同年，它成为太钢集团重组改制的重点单位。2004年，汽水厂改组为股份制企业。2015年10月19日，山西省食药监局抽检发现太钢柠檬味汽水因添加甜味剂糖精钠被定为不合格。10月22日，太原钢铁发布声明称其非太钢企业，其产品与太钢无关。
2019年5月，山西省商务厅公示了首批“三晋老字号”名单，其中包括太钢汽水通过审核进行公示。